# Alloperla elevata
Alloperla elevata är en bäcksländeart som beskrevs av Theodore Henry Frison 1935. Alloperla elevata ingår i släktet Alloperla och familjen blekbäcksländor. Inga underarter finns listade i Catalogue of Life.